# Acyduria glutarowa typu I
Acyduria glutarowa typu I – choroba metaboliczna związana z zaburzeniem metabolizmu aminokwasów.
Acyduria glutarowa typu I należy do chorób genetycznych. Podlega dziedziczeniu autosomalnemu recesywnemu. W jej przypadku nieprawidłowość polega na deficycie aktywności dehydrogenazy glutarylo-CoA. Deficytowy enzym bierze udział w przemianach aminokwasu lizyny.
Jest to choroba neurologiczna objawiająca się postępującą leukodystrofią. Objawy pojawiające się w okresie niemowlęcym obejmują opóźniony rozwój intelektualny, dystonię mięśniową, hipotonię mięśniową przechodzącą w spastyczność oraz choreoatetozę, a nieraz również niskie stężenie glukozy w surowicy i kwasicę spowodowaną ketokwasami. Jak sama nazwa wskazuje, stężenie kwasu glutarowego w surowicy i moczu jest zwiększona. Z upływem czasu objawy pogarszają się. W końcu choroba doprowadza dziecko do śmierci. Rokowanie polepsza szybkie reagowanie na epizody dekompensacji metabolicznej.
Postawienie diagnozy wymaga stwierdzenia nieprawidłowości w profilu kwasów organicznych, co wykonuje się za pomocą metody chromatografii gazowej połączonej ze spektrometrią masową, jak też nieprawidłowego profilu acylokarnityn. To ostatnie oznacza się z suchej kropli krwi, używając do tego metody tandemowej spektrometrii mas. W celu potwierdzenia rozpoznania wykorzystuje się obniżenie aktywności enzymatycznej dehydrogenazy glutarylokoenzymu A w fibroblastach.